# Ebrechtella ornatissima
Espèce
Ebrechtella ornatissima est une espèce d'araignées aranéomorphes de la famille des Thomisidae.

## Distribution
Cette espèce est endémique de Thaïlande. Elle se rencontre dans les provinces de Trang, de Prachuap Khiri Khan, de Loei et de Chaiyaphum.

## Description
Le mâle holotype mesure 3,4; mm.

## Systématique et taxinomie
Cette espèce a été décrite par Benjamin et Ranasinghe en 2025.

## Publication originale
- Benjamin & Ranasinghe, 2025 : « A review of some species of Ebrechtella Dahl, 1907 (Araneae: Thomisidae) with description of two new species. » ZooNova, vol. 41, p. 1-13.